# بندر مساعد
بندر مساعد آل مسفوه مواليد 11 أغسطس 1980 في ، السعودية، هو لاعب كرة قدم سعودي لعب سابقاً لنادي نجران ونادي الأخدود .